# Fraternité Taras

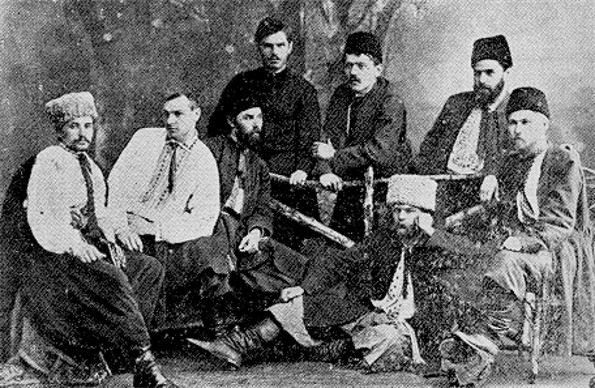
La Fraternité Taras à Kharkiv en 1891.

La Fraternité Taras ou Tarasov (en ukrainien : Братство тарасівців, Bratstvo tarasivtsiv ), était une organisation étudiante clandestine. Elle a été créée en 1891 lors d'une visite au cimetière où repose Taras Chevtchenko près de Kaniv.

## Présentation
Les fondateurs de cette confrérie estudiantine comprenaient Borys Hrintchenko, Mykola Mikhnovsky , Ivan Lypa, Vitaliy Borovik et d'autres. Le programme fut élaboré dans la localité de Romny. Outre la propagande culturelle, les Tarasov exprimaient des déclarations politiques pour la libération de la nation ukrainienne de l'occupation russe, la pleine autonomie pour tous les peuples de l'Empire russe et la justice sociale. Le chef de l'État est un hetman en tant que président et une diète détient le pouvoir législatif au parlement. La liberté religieuse est instaurée avec la séparation entre l'Église et l'État et création d'une armée nationale ukrainienne. 
Nous ne serons pas nous-mêmes si pour l'Ukraine il n'y a ni liberté ni destin. La ligne politique s'inscrit dans la Renaissance nationale ukrainienne.  
Les fondements idéologiques de l'organisation ont été préparés par Ivan Lypa et ont été publiés dans le magazine Pravda en avril 1893. Ces idées ont ensuite été propagées par Borys Hrintchenko dans ses "Lettres du Dniepr" et Mykhaïlo Kotsioubynsky dans son conte de fées Kho.
Durant l'été 1893, certains des membres de la Fraternité Taras ont été arrêtés à Kharkiv, mais d'autres centres ont réapparu à Kiev, Odessa, Poltava pour n'en nommer que quelques-uns. Parmi les autres participants, les membres de la Confrérie étaient Volodymir Samilenko, Vasyl Sovachiv, Yevhen Tymchenko, Aleksandr Cherniakhivsky, Volodymir Chemet. 
La confrérie a été abandonnée en 1898, mais sous son influence une autre organisation, "Stara Hromada" s'est recréée en tant qu'organisation générale ukrainienne sous l'initiative de Włodzimierz Antonowicz et Oleksandr Konysky, tandis que la jeune génération des Hromada crée le Parti révolutionnaire ukrainien en 1900.